# Верховный исламский совет Ирака
Верховный исламский совет Ирака (ранее — Верховный Совет исламской революции в Ираке, ВСИРИ) (араб. المجلس الأعلى الإسلامي العراقي‎) — шиитское движение в Ираке проиранской ориентации, организованное в 1982 году для борьбы с режимом Саддама Хусейна. Основатель движения — Мохаммед Бакир Аль-Хаким (1939 — 29.08.2003). В настоящее время главой движения является Аммар аль-Хаким.
Это движение, считавшееся самой большой оппозиционной организацией, заявляло о готовности своими силами ликвидировать режим Саддама Хусейна, лишь при некоторой военной поддержке Соединенных Штатов Америки.
Как заявлял основатель Верховного Совета Мохаммед Бакир Аль-Хаким, партия не намерена была поддерживать временную администрацию, которую собирались сформировать США.
Военное подразделение Верховного Совета — «Организация Бадра» — к 2004 году насчитывало около 10 тысяч боевиков в Иране и Ираке.